# Кінгсбері (Техас)
Кінгсбері (англ. Kingsbury) — місто (англ. city) в США, в окрузі Гвадалупе штату Техас. Населення — 132 особи (2020).

## Географія
Кінгсбері розташоване за координатами 29°38′52″ пн. ш. 97°48′39″ зх. д. / 29.64778° пн. ш. 97.81083° зх. д. (29.647739, -97.810831).  За даними Бюро перепису населення США в 2010 році місто мало площу 72,91 км², з яких 72,70 км² — суходіл та 0,21 км² — водойми.

## Демографія
Згідно з переписом 2010 року, у переписній місцевості мешкали 782 особи в 302 домогосподарствах у складі 229 родин. Густота населення становила 11 осіб/км².  Було 339 помешкань (5/км²).
Расовий склад населення:
| - 89,0 % — білих - 1,3 % — чорних або афроамериканців - 1,0 % — азіатів - 0,4 % — корінних американців - 5,9 % — осіб інших рас |

До двох чи більше рас належало 2,4 %. Частка іспаномовних становила 18,2 % від усіх жителів.
За віковим діапазоном населення розподілялося таким чином: 21,4 % — особи молодші 18 років, 62,6 % — особи у віці 18—64 років, 16,0 % — особи у віці 65 років та старші. Медіана віку мешканця становила 45,8 року. На 100 осіб жіночої статі у переписній місцевості припадало 102,1 чоловіків;  на 100 жінок у віці від 18 років та старших — 99,0 чоловіків також старших 18 років.
Середній дохід на одне домашнє господарство  становив 66 552 долари США (медіана — 43 559), а середній дохід на одну сім'ю — 74 643 долари (медіана — 43 941). За межею бідності перебувало 18,8 % осіб, у тому числі 47,8 % дітей у віці до 18 років та 4,5 % осіб у віці 65 років та старших.
Цивільне працевлаштоване населення становило 264 особи. Основні галузі зайнятості: роздрібна торгівля — 33,3 %, мистецтво, розваги та відпочинок — 19,7 %, освіта, охорона здоров'я та соціальна допомога — 16,7 %.